# Louis Phélypeaux (1705–1777)
Louis Phélypeaux (ur. 18 sierpnia 1705 w Paryżu, zm. 27 lutego 1777 tamże) – hrabia de Saint-Florentin, markiz (od roku 1725) i książę de La Vrillière (od 1770), francuski polityk.
Jego ojcem był Louis Phélypeaux, markiz de La Vrillière, a matką Françoise de Mailly-Nesle (1688-1742). W 1723 r. zastąpił swego ojca na stanowisku sekretarza stanu ds. protestantów, który był odpowiedzialny za kontrolę poczynań hugenotów, pełniąc tę funkcję do 1775 r. (nie przeszkodziło mu to zostać wolnomularzem w 1735). W roku 1749 Ludwik XV uczynił powołał go także na Sekretarza Stanu Domu Królewskiego, na którym to stanowisku pozostał do roku 1775 ustanawiając rekord długości służby ministerialnej.
Otrzymał Order Ducha Świętego będąc później kanclerzem kapituły orderu. Gdy odwołano Étienne-François de Choiseula w grudniu 1770 roku, został sekretarzem spraw zagranicznych do czerwca roku 1771. Użycie przezeń metody lettres de cachet w sprawie La Chalotais'a wywołało kontrowersje, więc w roku 1775 Phélypeaux zrezygnował z wszystkich ministerialnych stanowisk.
W roku 1724 poślubił Amélie Ernestine de Platen (zm. 1752). Zlecił Chalgrinowi projekt Hôtel de Saint-Florentin, z którego to budynku potem korzystali Talleyrand i James Mayer Rothschild (dziś część ambasady USA na Place de la Concorde).